# 中川小十郎
中川 小十郎（なかがわ こじゅうろう、1866年2月18日〈慶応2年1月4日〉 - 1944年〈昭和19年〉10月7日）は、明治・大正・昭和時代の日本の政治家（貴族院議員等）で、官僚（文部省官僚等）、教育者（京都法政学校〈現・立命館大学〉創立者等）、実業家でもある。

## 概要
中川小十郎は、丹波国南桑田郡馬路村（現・京都府亀岡市馬路町）生まれ。著名な親族としては、息子の流政之（彫刻家）と孫の中川祐夫（刑法学者）がいる。文人としての筆名は非常に多く、「蓑笠亭主人」「青梅学人」「青梅生」「青山隠士」「竹筆老夫」「口羽山人」「白雲道人」「白雲老人」「藤の舎主人」「弘川東一郎」「竹軒亭」「磊磊居士」などがある。

## 来歴・人物

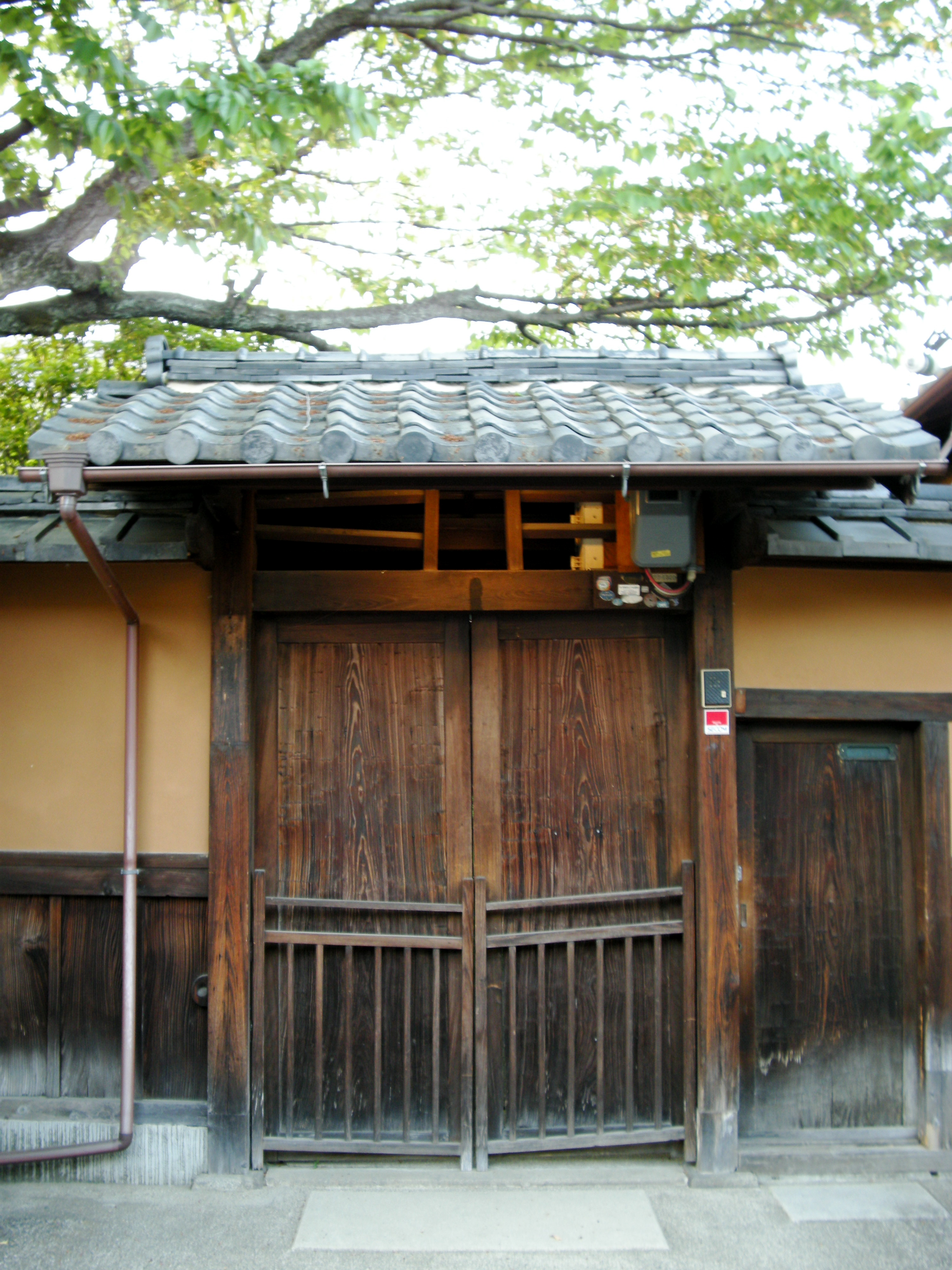
「白雲荘」（京都市上京区寺町今出川）
学校法人立命館が所有・管理する中川小十郎の旧邸。校友会・学会などに利用されてきたが、現在は老朽化により開放されていない。

### 幼少期
中川小十郎は、戊辰戦争以来西園寺公望に仕えた丹波の郷士の中川家に、中川禄左衛門とさきの長男として生まれた。同家は清和源氏の流れを汲み、美濃国安八郡中川庄に起源があるとされる。そのため、小十郎の父・禄左衛門はその雅号を「美源」と称していた。
6歳のとき、小十郎は父の弟・中川武平太・美幾夫婦の養子となった。中川家のあった馬路村は幕末・維新期に長州藩士の京都にもっとも近い亡命地となり、その勤王・倒幕思想の影響を受けた郷士が多く、小十郎の実父・中川禄左衛門もその一人であった。戊辰戦争の際には、中川家と並び地元の有力勤王郷士だった人見家とともに「弓箭組」を組んで西園寺公望に仕えたが、これを代表したのが養父の中川武平太であった。養子になった小十郎は、桑田郡十二区馬路村の「致遠館」小学校に入学し、当時「致遠館」の校長を勤めていた田上綽俊 の薫陶を受け、田上の家塾に住み込むようになった。養父・武平太は、いずれ小十郎を僧堂で仏道修行をさせようと考えており、田上が能登七尾町（現在の石川県七尾市）にある本願寺に移る際にもこれに同行させた。その後、武平太の指示で美濃郡伊深村（現在の岐阜県加茂郡）にある正眼寺に禅学修行に出されそうになったが、たまたま東京から帰郷していた叔父・中川謙二郎は、小十郎に洋学を修めさせるよう武平太らを説得した。中川謙二郎は、小十郎の実母・さきの弟で、文部省視学官、仙台高等工業学校（現・東北大学工学部の母体）の初代校長、東京女子高等師範学校（現在のお茶の水女子大学）の校長を務めた人物であった。

### 学生時代
叔父・中川謙二郎の勧めで13歳の時に上京した小十郎は、謙二郎の家に寄宿し、のちに顕官となる岡田良平、その実弟・一木喜徳郎らと生活をともにした。東京府第一中学、途中成立学舎での受験期間を挟んで、第一高等中学校（大学予備門）を経て、帝国大学法科大学政治学科（のちの東京帝大、現在の東京大学法学部）へ進学。中川は一時期、東京専門学校（現・早稲田大学）にも在籍していた。大学予備門時代の同級生には、夏目漱石（塩原金之助）、山田美妙（山田武太郎）、正岡子規（正岡常規）、柴野是公（後の満鉄総裁中村是公）、南方熊楠らがいた。なかでも漱石とは親しく、漱石の作品『落第』には、中川との様子が描かれている。この頃、中川は「成立学舎」の出身者らを中心に、夏目漱石、中村是公、太田達人、佐藤友熊、橋本左五郎らとともに「十人会」を組織している。
東京に出た中川小十郎は、西園寺公望の知遇を得て、東京神田の西園寺邸に出入りするようになった。中川の養父・中川武平太、実父・中川禄左衛門が戊辰戦争で西園寺に従軍して以来、西園寺と中川家が主従関係にあったこと、叔父・中川謙二郎が明治初年から大正期にかけて西園寺公望と親しくしていたことが西園寺公と小十郎の親密な関係の礎となった。

### 文部省入省
帝大時代の小十郎は、卒業後は農商務省に進みたいと考え、予備門の恩師木下廣次に同省次官・斎藤修一郎を紹介してもらったが、就職面接での先方の態度に憤慨し断りを入れてしまった。そこで木下廣次から文部省ではどうかと勧められ、1893年（明治26年）7月27日、木下が文部省専門学務局局長に就任するのを機会に文部省に入ることとなった。文部省入省後は、寺田勇吉、牧瀬五一郎、岡村司、大窪実らとともに実業教育普及のために学科取り調べに着手。2年後の1895年（明治28年）8月27日には、異例の早さで西園寺公望文部大臣秘書官に任命される。この異例の大抜擢は、西園寺から特別に目をかけられていたからに他ならない。文相秘書官時代の中川は、西園寺の右腕として京都帝国大学（現在の京都大学）創設に関わり、京都大学初代事務局長に取り立てられている。また、西園寺が日本女子大学の設立発起人を務めた際には、戸川安宅、麻生正蔵らとともに同大学の創立事務幹事長に就任し、文部省官僚として高等教育機関の設立に尽力した。

### 中川小十郎の教育思想
中川小十郎の教育理念は特に女子教育を重要視するもので、これはお茶の水女子大学・校長だった叔父・中川謙二郎の影響を大きく受けたものと思われる。「言文一致運動」に早い段階から参加していたことや、成瀬仁蔵による日本女子大学設立への参与など、当時の動静から女子教育強化に対する中川の情熱を窺うことができる。

#### 「文体改革論」の提起
1888年（明治21年）、当時まだ学生だった小十郎は、「大日本教育会雑誌（第73・74号 3・4月号）」および「教師之友（第10・11号 3・4月号）」に、親友でのちに東京美術学校（現在の東京芸術大学）校長となる正木直彦（幼名：政吉）と連名で「男女ノ文体ヲ一ニスル方法」という論文を発表している。これは、森有礼文部大臣当時、大日本教育会が懸賞論文を募集したものに応募したもので、「一等」に選ばれている。この中で中川は、文体一致を教科書編纂にも採用すれば「正ニコレ男女文体ノ差ノ消滅スル」という持論を展開し、当時としては先駆的な意見として注目された。後年中川は、「今日でこそ口語体は広く行はれて来たけれども当時に至つては中々一般の賛成を得るには至らなかつた」と述べている（「白雲山荘雑記」『立命館学誌』九 1917年・大正6年3月）。」

#### 「以良都女」発行に参加
中川は、文芸雑誌「以良都女」の発行に深く関わった同人の一人でもあった。雑誌名の由来について、「日本的な温良優雅な淑女という意味を込めて『以良都女』と題することにした」と後に述べている。 小十郎の他、岡田良平、一木喜徳郎、新保磐次、正木直彦（政彦）、山田美妙らが「以良都女」の発行に尽力している。1935年（昭和10年）、立命館出版部より刊行された「美妙選集（上巻）」巻頭で中川は次のように述べ、「女子教育」と「国家の開化」には密接な関係があることを説いている。
- 「女子教育の過程およびその性質如何は大に一国の文化に関係すること更に疑ひを容れざる所にして、想ふに一人も異論を唱ふるものなかるべし。蓋し女の教育と一国の開化とは互に相影響するものにして、文化の進みたる社会にあらざれば完全なる女子の教育を望むべからず、女子の教育宜しきを得るにあらざれば真正なる開化を望むばからず。」（「いらつめ発行の趣旨」『以良都女』第一号（1887年7月、立命館出版部））

#### 成瀬仁蔵との関係
文部官僚時代の中川は、日本女子大学を設立した成瀬仁蔵とも交流があった。成瀬との関係について中川は、「吾輩が文部省で秘書官をしていた時分、現在の目白にある女子大学を創立しやうとして色々奔走していた成瀬仁蔵といふ人と麻生正蔵といふ人とが吾輩の家に寄寓していた」と述べており、成瀬らが中川を訪れ学校設立について具体的に協議を行っていたことを窺わせる（「中川総長講話（二）」『中川家文書』）。中川は文部省官僚として日本女子大学校創立事務幹事嘱託を勤め、同校設立を積極的に後援した西園寺公望を助けた。

#### 「女子教育の拡充」演説
1929年（昭和4年）に「女子教育の拡充」と題する演説を行っている。手書きによる演説草稿は三十一枚にのぼり、「公娼全廃の英断」の必要性を説いている。また「婦選制度」の導入については時期尚早とした上で，「女子教育が不在であり一般女子に公民としての自覚が乏しい」とし、まずは女子教育の充実が先決と主張。さらに「昭和新政の最も大なる眼目」は、女子に対する高等教育の拡充にあると断じ、「男女同権」こそが「文化社会の最高理想」という徹底的な両性平等論を展開した（『中川家文書』）。

### 実業界転身と高等教育機関設立の夢

#### 実業界転身

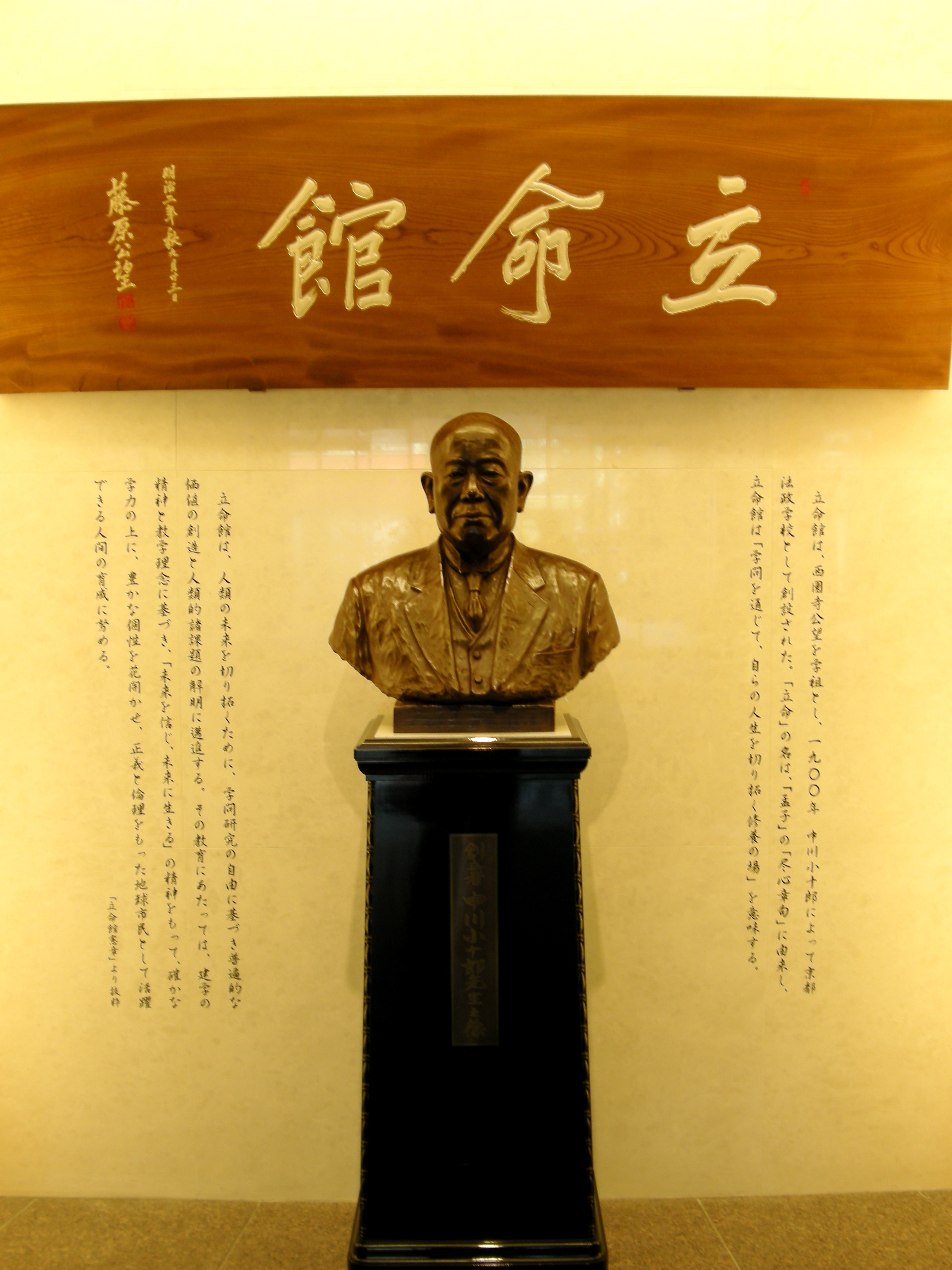
立命館扁額と中川小十郎

1897年（明治30年）1月11日、蜂須賀茂韶文部大臣（第2次松方内閣）のもと、文部省参事官に就任する。翌年、浜尾新文部大臣に代わり就任した西園寺公望文部大臣（第3次伊藤内閣）が病気を理由に辞職すると中川も官職を退官。実業界に転じ、合資会社加島銀行理事に就任 した。中川が官界を去り実業界に転じた理由は、西園寺公望が文部大臣を降りたこともあったが、当時日本女子大学の設立を巡り懇意となっていた成瀬仁蔵に廣岡家加島屋への入社を直接依頼されたからでもあった。廣岡家に入った小十郎は、廣岡家や廣岡浅子について後年以下のように述べている。『廣岡家（加島屋）は大阪では由緒深い家柄で10人両替商の一つに入る。鴻池家や住友家（泉屋）と同じほどである。その由緒ある家が傾きかけているのだから再興といってもなかなか簡単にはゆかない』。また、廣岡浅子については、『九州の炭田買い取りのために単身ピストルを身につけて野山に野宿し、ついに買占めに成功した程の壮健な方であった。（略）それほどの人物が自分如き者を見込んで、財産全部をまかせて再興をはかりたいと自分を信じてくれることに義を感じ承諾した（「総長講話ニ昭和不明年9月22日」中川家資料）』。一方で親近者への書簡には『二晩程寝もやらずに種々考慮をめぐらした』と記しており、官界を辞し実業界に転身することに迷いがあったこともうかがえるが、最終的には廣岡浅子の申し出を受け、実業界入りし加島屋の再興に尽力することになった。小十郎は、加島屋の再興に辣腕をふるったほか、株式会社大阪堂島米穀取引所監査役、朝日生命保険株式会社（現在の大同生命保険）副社長 を勤めるなど財界でも大いに活躍した。。

#### 京都法政学校の設立
しかし教育への情熱も捨てきれず、文部官僚時代、創設の中心に関わった京都帝国大学が制度上旧制高等学校卒業生しか受け入れることができず、西園寺公望が提唱した「能力と意欲のある人に国として（教育の）機会を与えるべき」という教育理念からもかけ離れている実態に限界を感じ、自ら私学を興すことを思い立つ。翌年、教学面での協力を京都帝国大学教授だった織田萬、井上密、岡松参太郎らから得るとともに、学校設立事務については、西田由（朝日生命株式会社（現在の大同生命） 専務取締役） 、橋本篤、山下好直（京都府議会議員）、河原林樫一郎（東洋レーヨン 常務取締役）、羽室亀太郎（京津電気軌道 支配人）らの協力を得て、また設立賛助員として京都政財界の大物（内貴甚三郎、浜岡光哲、田中源太郎、中村栄助、雨森菊太郎、高木文平、河原林義雄 の力を借り、京都法政学校設立事務所を、京都市六角通麩屋町西入大黒町二十二番戸（元株式会社平安銀行 跡）にあった「朝日生命保険株式会社（現在の大同生命保険）」の一角に設置した。
中川は、恩師で京都帝大初代総長だった木下廣次にも京都法政学校設立の相談をしている。木下はこの計画を大変に気に入り、京都法政学校は京都帝国大学と「同心一体たるべきことを根本条件とすべき」と言われたと述べている。のちに京都法政学校を母体にして設立する「財団法人立命館」の「寄付行為」には、財団解散時には所有財産の全てが京都帝国大学に寄付されると明記されていたが、これは木下の示唆した京都帝大との「同心一体」につながるものである。
1900年（明治33年）5月4日、京都府知事に対し「私立京都法政学校設立認可申請書」を提出。同年5月19日、晴れて設置が認可され、同6月5日に開校式典を開いた。初代校長には、京都府出身で民法起草者の一人、東京帝国大学教授の富井政章が就任した。富井は1927年（昭和2年）8月31日まで京都法政学校長、私立立命館大学長の任にあたった。

#### 立命館学園への発展

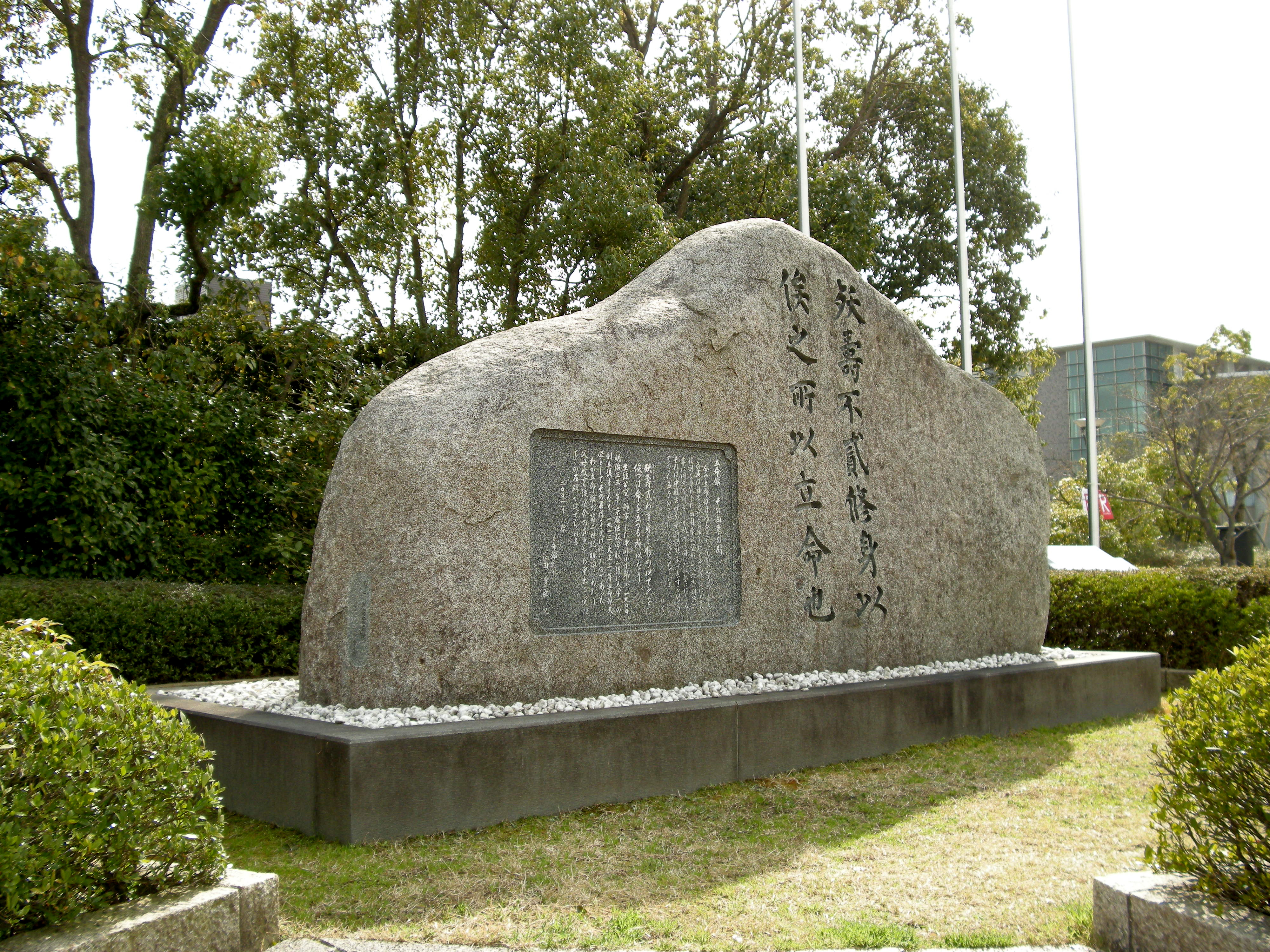
「立命館 その由来の碑」
字は、立命館OBの書家・今井凌雪によるもの。

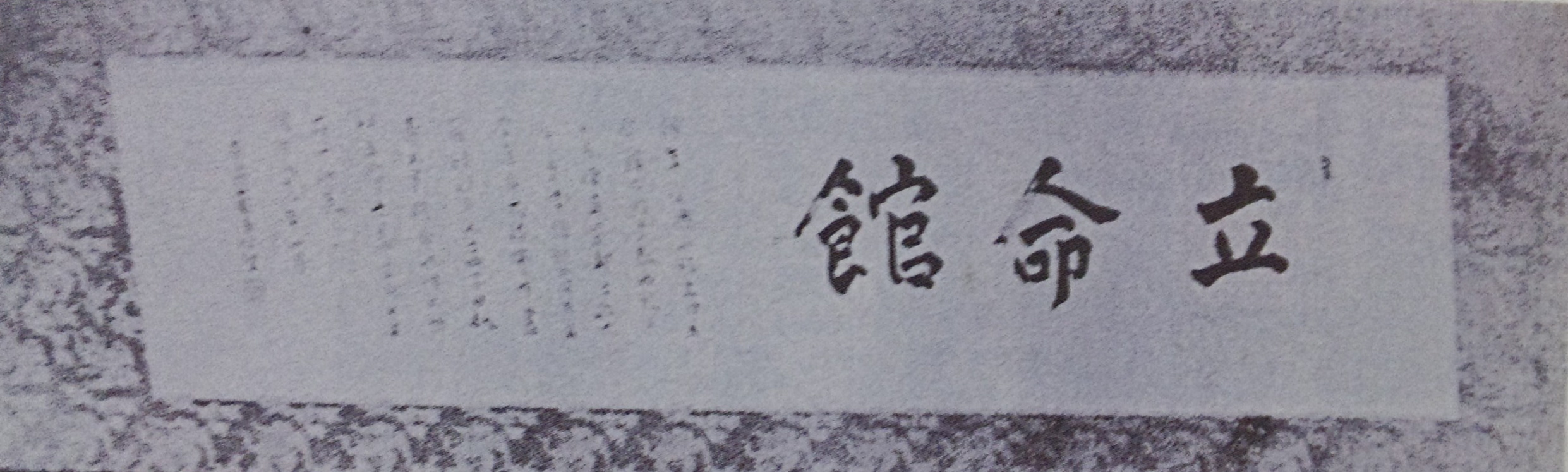
「立命館」扁額
1905年（明治38年）、西園寺公望が自ら筆をとって立命館に与えたもの。「立命館」の三文字を大書、以下 七十五文字のゆかりを附記した。1908年（明治41年）の火災 で焼失してしまったため現存せず、写真が伝わっているのみである。

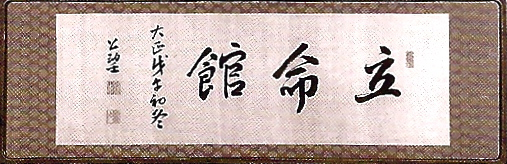
「立命館」扁額
1918年（大正7年）、立命館大学に寄贈するために西園寺公望が揮毫したもの。

京都法政学校の設立から5年後の1905年（明治38年）、中川は西園寺公望が1869年（明治2年）に京都御所内の私邸に開設した「私塾立命館」の継承を申し出てこれを許される。後年、「立命館」の継承について中川は、「唯学問の各科に属する講義を並べるばかりでは単に講習所であり得るのであつて、教授はあつても教育はないのであります。私は教育上の意義を持つ所の学校なるものはその全体の上に一の精神がなければならぬと思ふ（中略）。我立命館が西園寺公の立命館を継承したことは、即ち明治の初年に於て公が国家の須要に鑑みて有用な人材を養成するを以て国家経論の第一義とせられたる趣旨をそのまま継承」したものと、立命館継承の意図を説明している。その後中川は、樺太庁赴任の大役を終えて経済的にも安定したことから、「本学百年の大計を立つる決意」で自らの資産を投資し、西園寺公望の実弟で京都法政学校設立時から学校の要職にあった末弘威麿の協力を得て「財団法人立命館」を1912年に設置した。これに対し西園寺公望から祝意の言葉が届けられ、ここに西園寺立命館の名称と精神を継承する「立命館学園」がその礎を築いた。
明治初年余私学を京都に開き名けて立命館と曰ひ、学を講じ道を論じて国家の進運に裨補せんことを期せり。其後故ありて中絶し、其名虚しく存するのみ。数年前中川小十郎君京都法政学校を創むるに当り、余に其扁額に題せんことを求む。余仍りて立命館の三字を書して之を与へ且附するに数言を以てし、君の力によりて其実の挙がるを喜ぶる意を表せり。中川君は明治維新余山陰道鎮撫の命を拝し丹波に下向したる際余の旗下に馳せ参じたる中川禄左衛門君の実子なり。然るに扁額は不幸祝融の災に罷りて滅せりと雖も校運は益隆盛に向ひ、次で中学を附設し後其組織を改め財団法人となるに及びて余に前に書せし所の題字を採りて其名称となせり。余は是に於てか益其名実倶に永く存するを喜ぶ。思ふに今日の学は開物成務を以て要と為すと雖も修身立命の工夫亦閑却すべからず。忠信の行ありて実用の才姑めて其功を成すことを得。自今其校に遊ぶ者深く思を比に致さば其違はざるに庶幾からん。法人立命館の成立に際し、聊か其名称の由来を叙し以て祝辞と為す。大正二年十二月十三日 正二位勲一等侯爵 西園寺公望
もともと中川は京都法政学校を法律と政治学だけを教育する小さな枠に収めておくつもりはなく、将来は日本を代表するような総合学園にしたいと考えていた。このことは京都法政学校開設から5ヶ月後、1900年（明治33年）10月29日に京都府知事に提出された「校舎敷地貸与願書」の中にも見て取れる。願書の中で中川は、「将来は法政だけでなく文学、医学の二科を増設し、中学教員および医師を養成して、わが国教育の一大欠点を補充する機関」にしたいという決意を明らかにしている。こうして京都法政学校は、西園寺公望の設立した「立命館」の名称と精神を継承することになった。
なお、西園寺公望が揮毫した「立命館」の扁額は三種類ある。一つは1905年4月、西園寺公望が京都法政学校のために揮毫したもので、以下七十五文字の由来を付記した扁額である。この扁額は1909年（明治42年）の火災で焼失してしまい、現在残されているものは消失前に撮影された写真のみである。
往年余興一校、名曰立命館、及余学泰西、校廃名存、頃者京都法政大学学員来、請襲用其名、余喜名乃得実、乃書遍額以与之、孟子曰妖寿不貳、修身以俟之、所以立命也、蓋学問乃要在于比矣
その後、西園寺公の同族・橋本実斐伯爵の邸宅に保存されてあった扁額が学園に寄贈された。この扁額は1869（明治2）年に西園寺が私塾立命館を開設したときに揮毫されたものである。このときの扁額は学宝として現存しているが、レプリカが中川会館正面玄関、衣笠キャンパス図書館などに掲げられている。また1918年（大正7年）には、西園寺公望の好意で新たに書かれた「立命館」の三文字の大扁額も寄贈されている。西園寺公望は、中川小十郎らが設立した立命館学園に対して有形、無形の援助を続け学園の発展に貢献したことから、財団法人立命館は西園寺公望を学祖と位置づけ今日に至っている。国際司法裁判所元判事で、立命館名誉総長など学園の要職を歴任した織田萬は西園寺の精神と立命館について、「一たびこの立命館の名称の由来に想到すれば、何人も感奮興起せざるを得ないのでありませう。教職員にせよ、学生々徒にせよ、苟も学園の門をくぐつた者が公の心を以て心とし、精神を練り学業に勉むれば、一身の修養に於ても、社会の活動場裏に立つ場合に於ても、欠けることはありますまい。学園は指導精神をここに置き、あらゆる精神教育の流れは悉くこの源泉より発することになつてゐるのであるが、これが又学園の天下に誇り得べき一大特色である」と述べている。

### 官界復帰

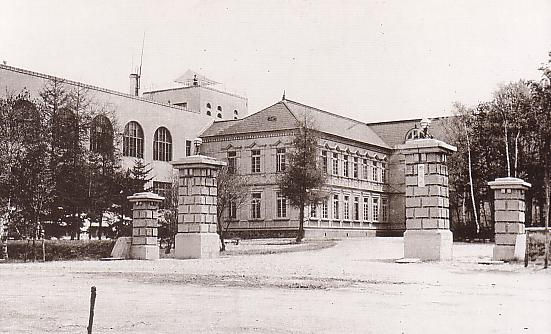
樺太庁外観（樺太豊原市）

樺太紋章「三葉樺」

1903年（明治36年）、木下廣次に請われた中川は、京都帝大書記官として官界に復帰する。1906年（明治39年）、第1次西園寺内閣が成立すると内閣書記官 兼務 内閣総理大臣秘書官に就任した。1908年（明治41年）7月4日、第2次西園寺内閣が総辞職すると樺太庁事務官として樺太に出向。ポーツマス条約で島の南半分が日本領となった樺太に、軍人長官を置いて実質的な軍政を敷こうとする陸軍の要求をかわしたい西園寺が、これを阻止すべく自分の息のかかった中川を樺太に送った人事と見られる 。1911年（明治44年）9月、遠く樺太にある中川小十郎は高等官2等、勅任官と順調に出世し、文官としては事実上登り詰めた格好となっていた。
樺太時代の中川は、私立学校・庁立学校が各支庁と密に連絡がとれる体制作りを徹底したほか、児童の健康や家庭の状態に関する情報収集、生活全般にわたる指導を行うよう支持する訓示を豊原支庁管内の各出張所長に行っている。また、樺太の紋章「三葉樺（みつばかば）」の制定は中川の発案を元に当時の樺太庁林務課が考案したものから採用されている。「三葉樺」の紋章は、官幣大社・樺太神社、樺太庁で使用されたほか、庁立の学校の校章にも取り入れられた。
また、1908年（明治41年）創刊の「樺太日日新聞」は、中川の下で三つの新聞社を買収し合併成立したものである。経営の実権は豊原の有力者・遠藤米七（建設会社経営）が握っていたが、これを樺太庁の支持・擁護の中核機関として利用した。
1909年7月4日から8月22日まで、中川は警備船「吹雪丸」で樺太南西海岸を視察。7月7日、真岡での歓迎晩餐会にて岩野泡鳴と出会った中川は、岩野を誘い真岡から日露国境付近まで同行させている。岩野はこの時の様子について「中川部長は帝国大学にいた時代に、雑誌『いらつめ』を発行し、山田美妙斎をして初めて言文一致体の文を作らしめた人で、官吏としてはちょっと毛色が違っている。しかも経済思想に富んでいるので、調査の仕方が一般の官吏とは違い、真岡でも人民からよく受けられたものだ」と『樺太通信』誌上で紹介している。

### 台湾銀行への天下り

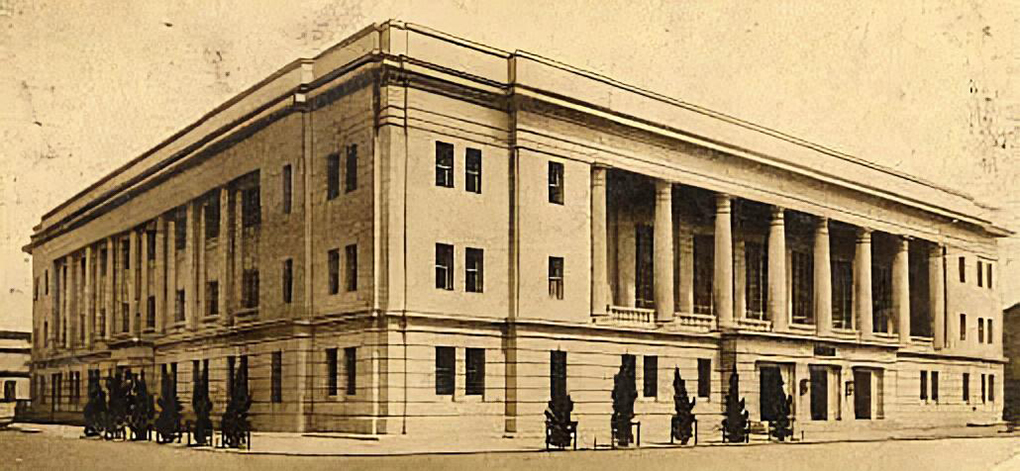
日本統治時代の台湾銀行（台湾・台北市）

1912年9月11日、中川は文部省を依願退職し、杉山茂丸の計らいで台湾銀行副頭取に就任する。これはいわゆる「天下り」で、当時は誰にとっても羨望の天下りポストであった。この年中川は、「従四位」に叙せられるとともに、「勲四等旭日小綬章」を受けた。台湾銀行副頭取として、南方方面やニューヨークに出張所を創設するなど精力的に活動したほか、1919年に設立した「華南銀行」、「南洋倉庫」の顧問にも就任し、翌年には台湾銀行「頭取」となっている。中川が台湾銀行を退任する1925年までの13年間に、当時第一次世界大戦を機に経営の急拡大を続ける財閥鈴木商店への積極的な融資が行われたが、大戦後の反動で鈴木商店の経営が悪化すると台湾銀行の経営にも暗雲がたれ込め始めた。そこで中川は監査役で役員（元副頭取）の下坂藤太郎（後の日商初代社長）を派遣し、鈴木商店の経営立て直しを図るがうまく行かなかった。台湾銀行時代の中川は、時間的に余裕ができたこともあり、政財界上層部との付き合いが増え、西園寺公望からの後援を受けて次第に政治の世界へと足を踏み入れるようになっていった。

### 京都市市長選出
1916年（大正5年）7月、京都市長で中川の友人でもあった井上密（京都帝大教授、京都法政学校教頭）が病気療養を理由に市長を辞任。同年9月、京都市会は、当時台湾にあった中川小十郎を京都市長第一候補者に選出する。同月16日、中川を推薦する議員たちの間で採決が主張され、結局無記名投票で中川が当選してしまった。
これを知った立命館大学ではまず「京都校友倶楽部」が9月23日に校友大会を開き歓迎の意を表明。校友代表として市議会議員の橋本孝三郎、弁護士の池田繁太郎が台湾まで説得に行く熱の入れようであった。結局中川はまわりの説得を聞き入れず市長就任要請を辞退。これを聞いた京都市参事会員と市議会長らが調整して再度就任要請を行ったが、中川は辞退の返電をしている。京都市長選挙を巡っては、1927年（昭和2年）にも中川擁立の動きが政友会から起こったが、これも実現せずに終わっている。

### 貴族院議員

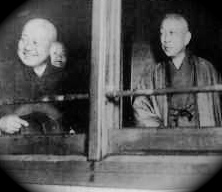
西園寺公望と中川小十郎
西園寺の取り立てで貴族院議員として活躍した中川は、最後まで西園寺と行動をともにした。

1925年（大正14年）、台湾銀行頭取を任期満了により退任した中川は、12月1日、貴族院令第1条第4号「国家ニ勲労アリ又ハ学識アル者」が適用され貴族院議員に勅選された。貴族院の勅選は内閣が推薦を行うという建前であるが、当時中川を内閣に推薦したのは誰あろう西園寺公望だった。
これを受けて立命館大学では1月17日に東京校友会支部が祝賀会を行い、学長の富井政章、学監の田島錦治、文庫長の跡部定次郎ら総勢45名が参加、翌1月18日には校友、教職員、学生ら1,600名余りを厚め、京都市公会堂で祝賀会を開催している。議員としての中川は、常任委員会第三部請願委員などを勤めた。
政界進出を果たした当初の中川は、立憲政友会に近い存在と目されていた。しかし原敬が暗殺され、高橋是清が政友会総裁になったころには独自路線を歩むようになる。1935年（昭和10年）には親しかった平沼騏一郎を通じて陸軍皇道派の荒木貞夫、真崎甚三郎といった将官と交際するようになり、西園寺公望の政治信条とは必ずしも相容れない立場をとるようになっていた。また、石原廣一郎らの後援で大川周明らが立ち上げた「神武会」に参加を請われ、一時は参加に前向きな姿勢を見せていたことが知られている。石原は「神武会」に政財界や軍部の大物を参加させることで会を発展させようとし、中川のほか菊池武夫陸軍中将・男爵、南郷次郎海軍少将、千坂智次郎海軍中将、田中国重陸軍大将、原道太海軍大佐、外交官の本多熊太郎らにも参加を持ちかけていた。「神武会」については、大川ら急進論者の参加を警戒した警察の警告で退会者が相次ぎ、中川自身も石原に会の解散を迫り、一時石原と絶交に至った。

### 「坐漁荘」と中川小十郎

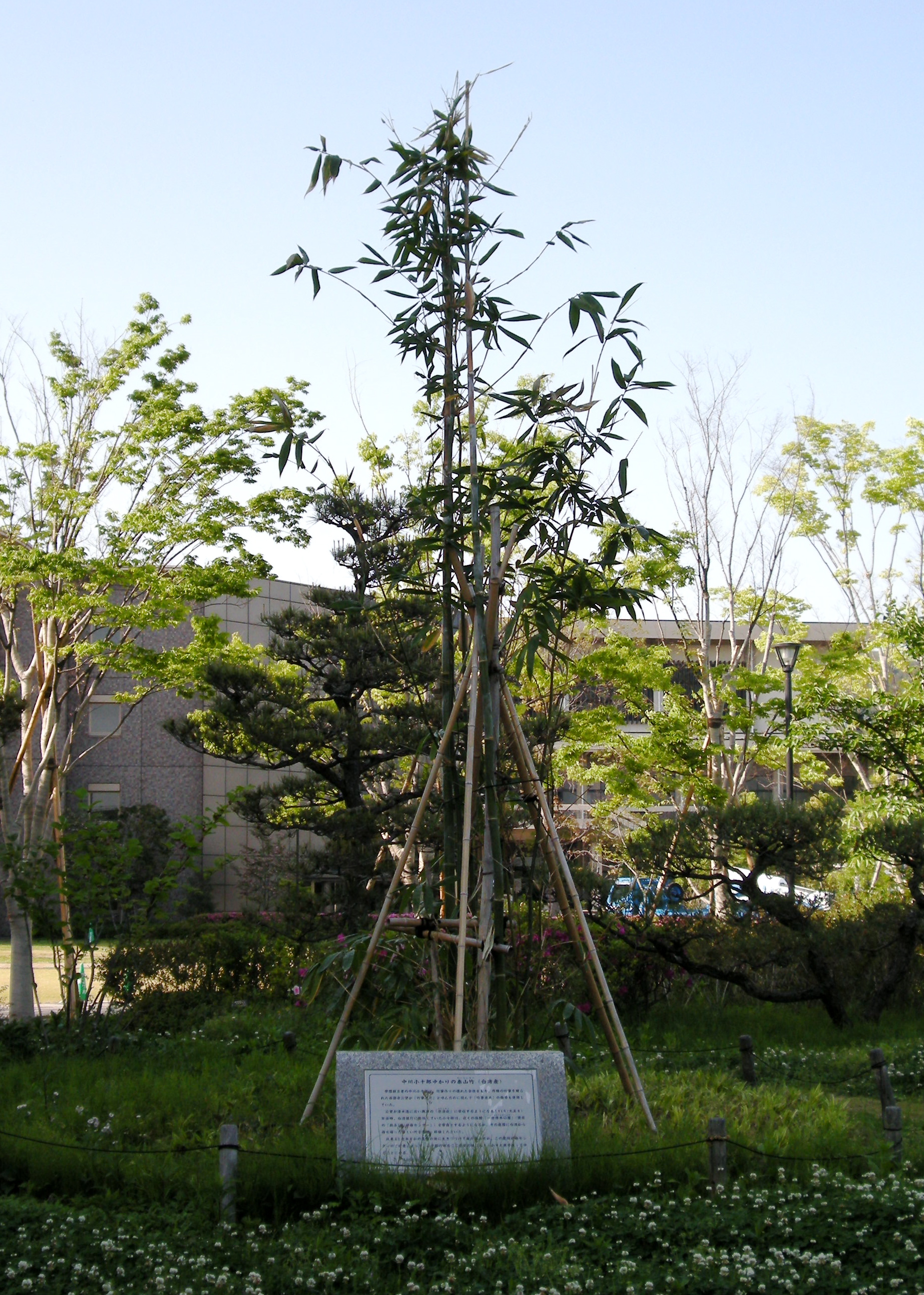
「中川小十郎ゆかりの泰山竹」（立命館大学衣笠キャンパス中央広場）
中川小十郎は竹筆作りが得意で、西園寺公望から「竹筆老兄」と呼ばれるほどの名人だった。西園寺が「坐漁荘」に移り住む1920年頃、台湾銀行頭取として遠く台湾の地にあった中川は、静岡を訪れる際の常宿「一碧楼水口屋」に、台湾から持ち帰った泰山竹を寄贈・移植した。写真の竹は、このときの竹の一部が衣笠キャンパスに移植されたもの。

元老・西園寺公望は、最晩年になると静岡県興津にある「坐漁荘」で過ごすようになる。当時台湾銀行に赴任していた中川であったが、本土に戻った際にはかなり頻度で「坐魚荘」を訪問し、西園寺の側にあった。当時の西園寺の政治秘書は男爵・原田熊雄であったが、記録上中川の訪問は原田に次いで多かったことがわかっている。原田が大磯に住んでいたことや、当時の交通事情などを考えれば、事実上中川の訪問が群を抜いて多いと言える。また中川は、西園寺が東京や京都に移動する際には必ず付き添うなど私設秘書として西園寺から信頼される関係にあったことが窺える。事実、宮内大臣・牧野伸顕からの連絡は、中川を通じて西園寺になされていた（『牧野伸顕日記』）。また「二・二六事件」後、石原廣一郎から後継首班には「近衛公ヲ措イテ人ガ無」く、「是非老公ニ御推薦願ヒ度イ」と依頼されるとこれを西園寺に伝え、近衛文麿への大命降下に一役買っている。結局近衛は西園寺の説得を聞き入れず、組閣要請を拝辞している。
中川は、西園寺が亡くなる1940年（昭和15年）11月24日にも興津にあった。西園寺は11月12日に発熱し床に伏せるが、これを聞いた中川は京都から夜行列車で出向いている。翌13日昼前に興津に到着した中川に、「公爵ヨリ当分滞在ヲ希望スル旨ノオ話アリ（1940年11月13日付「中川小十郎書簡」『中川文書』）」、結局最後まで興津を離れなかった。西園寺は同月24日午後七時頃危篤に陥り、眠ったまま午後九時五十四分に死亡した。主治医、娘の高島園子、女中頭・漆葉綾が病室にあり、婿養子・西園寺八郎、原田熊雄、中川小十郎らは隣室に控えていた（『西園寺公望 - 最後の元老』）。西園寺の国葬当日、立命館大学では西園寺から使用を許可されていた西園寺家・家紋「左三つ巴」を染めた旗を半旗として広小路学舎校門に掲げ、禁衛隊の鼓笛隊演奏、西園寺から寄贈された旅順港閉鎖船「佐倉丸」の鐘を鳴らし西園寺を偲んだ。中川は、「西園寺公爵がお亡くなりになった時に、私は貴族院議員の辞表を提出したが、同僚の意見もありそれは進達されずに途中で止められてしまった」と語っている（『中川家文書』）。

### 逝去
1944年（昭和19年）10月7日、いつものように自宅から立命館大学に出勤した中川は、午後5時すぎまで大学で事務にあたり帰宅。夕刻床に就いたがまもなく心臓麻痺を発症しこの世を去った。享年78であった。翌日、財団法人立命館緊急理事会を開かれ、松井元興学長を葬儀委員長とする「館葬」とすることが決定され、同年10月15日、天龍寺管長関精拙師を導師とした「館葬」が厳粛に執り行われた。政財官各界で活躍した中川の葬儀には多くの実力者から弔辞・弔電が寄せられた。親友で枢密院議長だった一木喜徳郎をはじめ、政官界などからは、文部大臣、貴族院、学士会、ドイツ総領事館（大阪・神戸）、水野錬太郎、竹越与三郎、石原莞爾らが、教育会からは、早稲田大学総長 中野登美雄、同志社大学総長 牧野虎次、関西学院大学学長 神崎驥一、関西大学学長 竹田省、京都帝国大学法学部長 渡辺宗太郎、財界からは、大同生命保険社長 広岡久右衛門、日本郵船社長 寺井久信、大阪商船社長 岡田永太郎、朝日新聞社取締役会長 村山長挙、毎日新聞社長 高石真五郎、読売新聞社長 正力松太郎、京都新聞社長 後川晴之助、住友財閥の住友吉左衛門らが告別式に参列している。
中川小十郎は、立命館大学衣笠キャンパスに隣接する等持院墓地に葬られた。墓碑銘には「光徳院殿円応重興大居士」と刻まれている。

### 中川小十郎顕彰碑

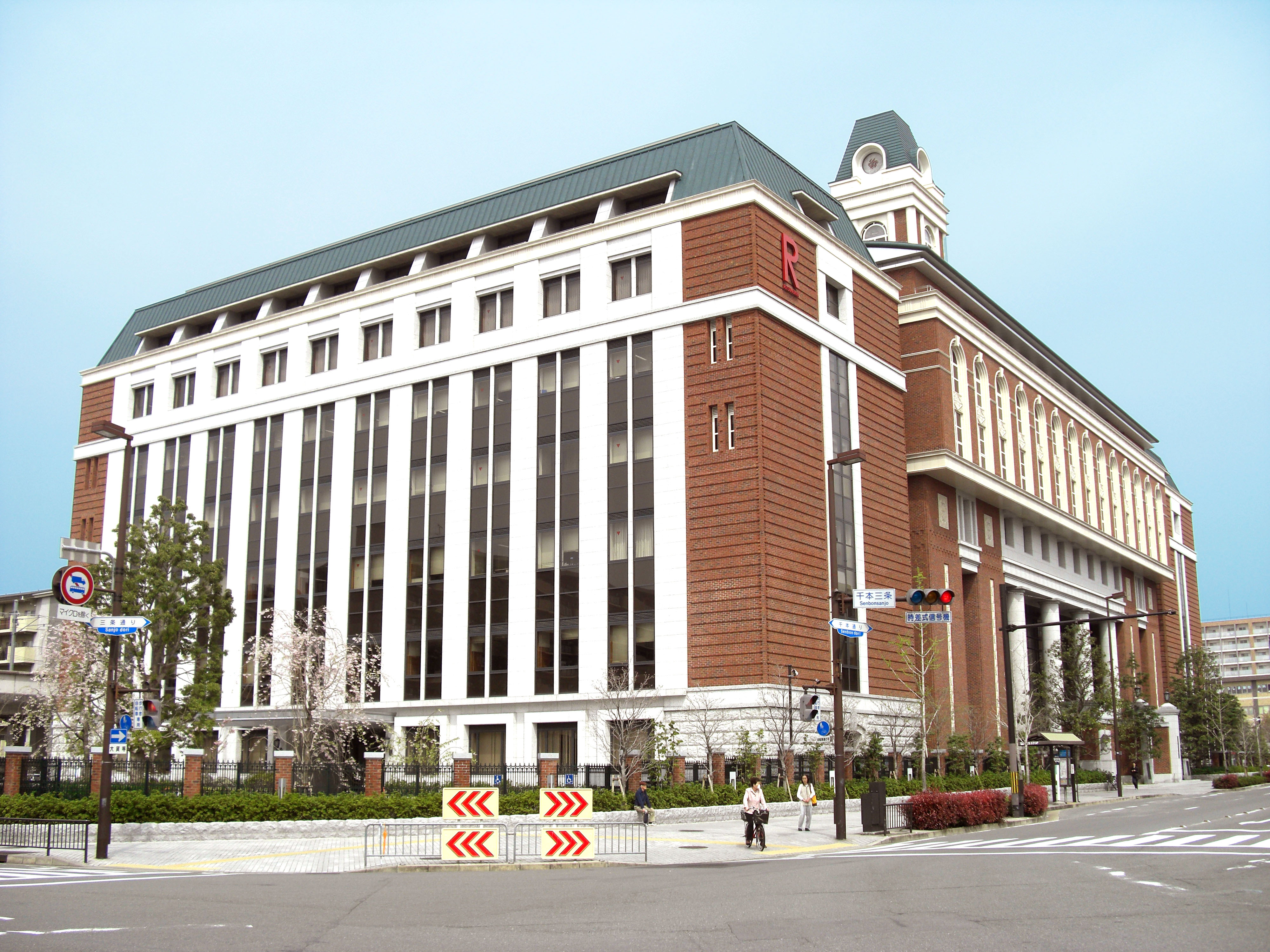
立命館大学朱雀キャンパス・中川会館（京都市中京区）

朱雀キャンパス中川会館庭園には、末川博が中川小十郎の十三回忌（1957年（昭和32年）10月7日）に記した顕彰文を刻んだ石碑が建てられている。当初、衣笠キャンパス「中川会館」（現・至徳館）脇の庭園に建立されていたが、2006年（平成18年）中川会館が朱雀キャンパスに新設されたのを契機に現在の場所に移設された。
立命館学園創立者中川小十郎先生は、一八六六年一月四日京都府亀岡市馬路町に誕生、東京帝国大学法科大学を卒業後あるいは官界にあるいは財界に大きな業績をのこされたのであるが、先生が終生その心血をそそぎ尽くされたのは、育英のことである。すなわち、一九〇〇年昼間修学の便を有せずしかも向学の志堅い者のために私財を投じて京都法政学校を開設 爾来それが京都法政大学となり 更に清和中学校を併設し、やがて立命館大学、立命館専門学校及び立命館中学校として大きく発展するなど幾多の刷新変遷を経たけれども、先生は終始その運営を総理して、一九四四年一〇月七日逝去に至までまさに四十四年、熱誠倦むところを知らず全力をこれに傾倒。学園の今日および将来のために盤石の基礎を築かれたのである。先生、資性明敏 積極果断なおかつ青年学徒を愛育する情熱も得るがごときものがあった。されば、その薫陶を受けた者、先生を敬慕せざるはない。先生逝かれて十三年。ここに、唇知校友等相集まって記念碑を建て、先生の偉績をたたえ遺徳をしのぶゆえんである。一九五七年一〇月七日 立命館総長 末川博しるす

## 年譜
- 慶応2年1月某日（新暦換算:1866年の2月か3月[* 29]、幕末） - 丹波国南桑田郡馬路村（現・京都府亀岡市馬路町）に生まれる。父は禄左衛門重直（幼名・小十郎）、母は さき。
- 明治4年1月某日（新暦換算:1871年2月か3月[* 30]） - 父の実弟・武平太重明、みき夫妻と養子縁組。
- 1873年（明治6年） - 桑田郡第十二区馬路村の「致遠館」小学校に入学、田上綽俊の薫陶を受ける。
- 1878年（明治11年）3月 - 田上綽俊の能登七尾転任に随従し、翌年まで「田上塾」に学ぶ。
- 1879年（明治12年）9月 - 叔父・中川謙二郎に誘われ上京し、謙二郎宅に寄寓。東京府第一中学（現・日比谷高）に入学。
- 1881年（明治14年）11月 - 東京府第一中学を退学。12月から「成立学舎（予備校）」に通う。
- 1883年（明治16年）12月 - 草木好栄と婚約入籍。
- 1884年（明治17年）
  - 7月 - 京都府師範学校の検定を受験し、小学初等科の教員免許を取得。
  - 9月 - 東京大学予備門予科に入学。「成立学舎」の出身者を中心に、夏目漱石、中村是公、太田達人、佐藤友熊、橋本左五郎らとともに「十人会」を組織。
- 1887年（明治20年）
  - 2月 - 大日本教育会が募集した懸賞論文に、正木直彦と共同で執筆した『男女ノ文体ヲ一ニスル方法』という論文を提出し、一等に入選。
  - 7月 - 岡田良平、一木喜徳郎、正木直彦らと婦人啓蒙雑誌『以良都女』を発行。第一高等中学（旧予備門）予科を卒業し、本科へ進学。
- 1889年（明治22年）
  - 4月 - 修養の会「振衣会」を結成。
  - 9月 - 東京専門学校に入学。
- 1890年（明治23年） - リチャード・ロジャース・ボーカー著『実用経済学（Economics for the People）』を翻訳し（校閲: 天野為之）、冨山房から刊行。帝国大学へ転学。
- 1893年（明治26年）7月 - 帝国大学法科大学政治学科を卒業。文部省専門学務局勤務。
- 1894年（明治27年）1月 - 大臣官房図書課勤務。
- 1895年（明治28年）
  - 8月 - 文部大臣秘書官。
  - 11月 - 文部省文官普通試験委員。専門学務局第三課長。実業教育費補助取調委員。
- 1896年（明治29年）4月 - 西園寺文部大臣視察に随行。
- 1897年（明治30年）
  - 1月 - 文部省参事官。
  - 2月 - 高等師範学校教育法令講師。
  - 5月 - 日本女子大学創立事務幹事。民法施行に関する臨時取調委員。
  - 6月 - 京都帝国大学書記官。
  - 8月 - 京都帝国大学官報報告主任。
  - 12月 - 京都帝国大学舎監事務取扱。
- 1898年（明治31年）
  - 1月 - 文部省書記官 兼 文部大臣秘書官 兼 文部参事官。
  - 3月 - 文部省文官普通試験委員。
  - 5月 - 実業教育局兼普学務局勤務。
  - 7月 - 加島銀行理事、広岡家礦業部理事。
- 1899年（明治32年）
  - 2月 - 広岡商業部理事。株式会社大阪堂島米穀取引所監査役。
  - 4月 - 真宗生命株式会社筆頭取締役。
  - 6月 - 朝日生命保険（大同生命保険の前身）副社長。京都法政学校創立事務所設置。
- 1900年（明治33年）
  - 1月 - 京都法政学校創設趣意書を発表。
  - 5月 - 京都法政学校設置申請（5月19日 認可）。
  - 6月 - 京都法政学校の創立。
- 1902年（明治35年）
  - 3月 - 朝日生命（現在の朝日生命保険ではない）・護国生命・北海生命の合弁交渉に成功（3月15日）。社名を『左傳』の「小異を捨てて大同につく」からとって、「大同生命」と命名[* 31][* 32] 。
  - 7月 - 大同生命補完株式会社筆頭取締役。
  - 9月 - 加島銀行理事、大阪堂島米穀取引所監査役辞職。
- 1903年（明治36年）
  - 3月 - 大同生命保険株式会社を退社。
  - 6月 - 京都帝国大学書記官。
  - 10月 - 京都法政学校付属「東方語学校」の開設。
  - 12月 - 京都帝国大学文官普通試験委員。
- 1905年（明治38年）
  - 3月 - 立命館学監。
  - 9月 - 私立清和普通学校の創設。
- 1906年（明治39年）4月 - 第1次西園寺内閣、内閣総理大臣秘書官。
- 1907年（明治40年）
  - 1月 - 内閣書記官。
  - 6月 - 内閣文官普通懲戒委員。
- 1908年（明治41年）
  - 1月 - 文官普通試験委員長。
  - 7月 - 樺太庁事務官、補第一部長、樺太庁文官普通試験委員長。樺太庁文官普通懲戒委員。財団法人「慈恵院」を設立し、窮民救済活動。
- 1909年（明治42年）7月 - 樺太東西海岸の視察（8月まで）。

- 1910年（明治43年）
  - 1月 - 日本赤十字社樺太委員副総長。
  - 5月 - 樺太神社創立事務主掌。

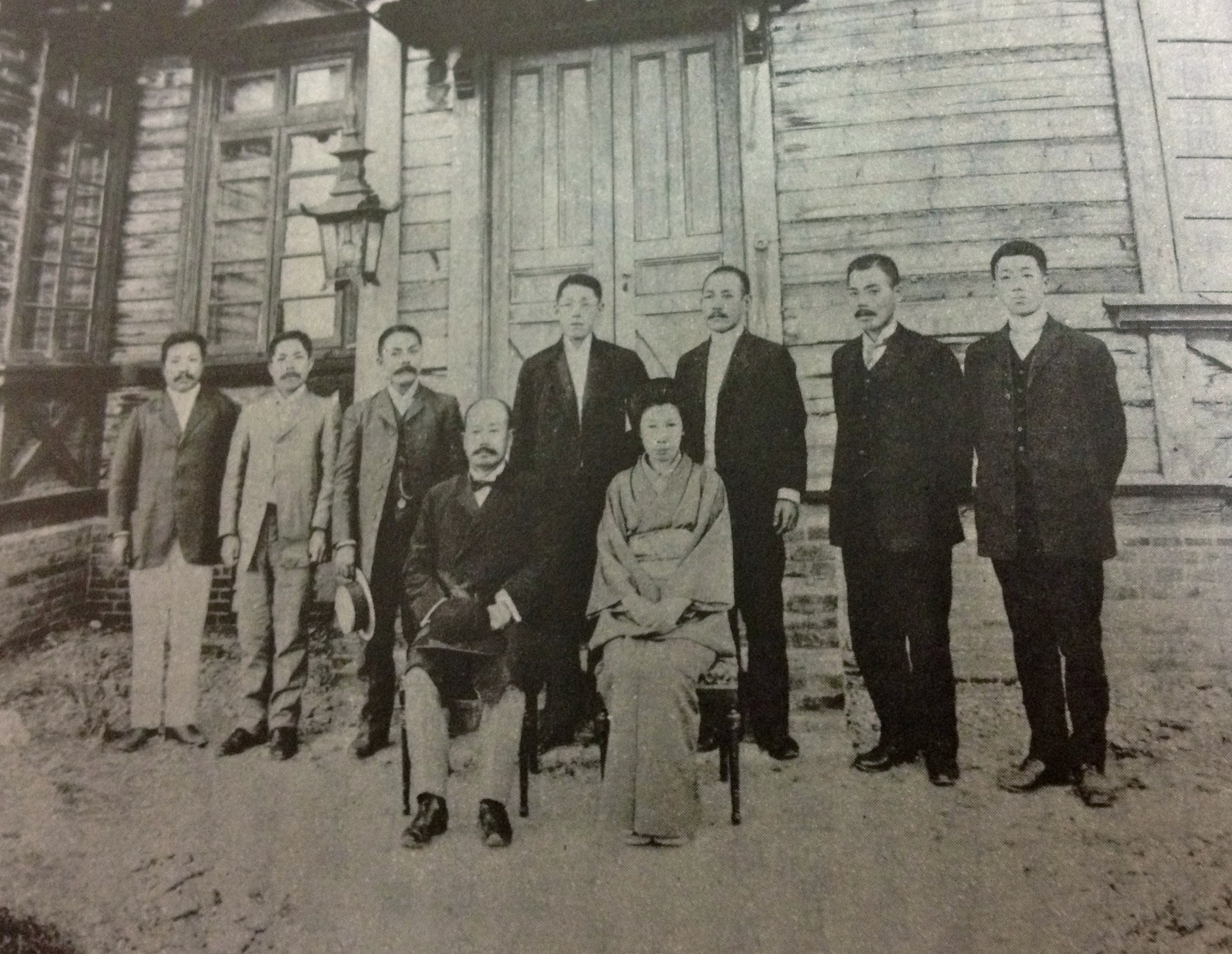
樺太にて好栄婦人らと（1910年撮影）

  - 6月 - 米国・カナダへ派遣。ハワイ、サンフランシスコ、シカゴ、デトロイト、トロント、ナイヤガラ、ニューヨーク、ワシントンD.C.で、工業調査を行う（8月まで）。
  - 10月 - 社司社掌試験委員長。
- 1911年（明治44年）
  - 6月 - 神職尋常試験委員長。
  - 12月 - 樺太庁整理委員長。
- 1912年（大正元年）
  - 9月 - 株式会社台湾銀行副頭取。仏教後援を目的とした「財団法人 道友会」を設立し、会長に就任。
  - 10月 - 叙勲四等授旭日小綬章。
- 1913年（大正2年）2月 - 立命館長（1928年3月まで）。
- 1914年（大正3年）12月 - 忠勇顕彰会台湾地方委員部幹事。
- 1916年（大正5年）9月 - 京都市長第一候補に選出（9月28日、辞退）。
- 1917年（大正6年）9月 - 台湾銀行副頭取再任。
- 1919年（大正8年）2月 - 「株式会社 華南銀行」顧問。
- 1920年（大正9年）
  - 1月 - 「南洋倉庫 株式会社」顧問。
  - 4月 - 「株式会社 中華匯業銀行」理事。
  - 8月 - 台湾銀行頭取（1925年8月まで）。
- 1921年（大正10年）6月 - 台湾総督府評議会会員。中川・人見戊辰唱義碑除幕式。
- 1924年（大正13年）
  - 3月 - コマンドール三等勲章。
  - 5月 - 叙勲三等授瑞宝章。
- 1925年（大正14年）
  - 3月 - 中華民国三等嘉禾章を受章。
  - 8月 - 台湾銀行頭取任期満了。
  - 12月 - 貴族院勅選議員（1944年10月まで）に勅選。東洋製鉄株式会社取締役。
- 1926年（大正15年）9月 - 東京急行電鉄の設立を企画（1927年、第一回発起人会、1928年、東京山手急行株式会社取締役。1930年、東京郊外鉄道と改称。1933年、帝都電鉄と改称。1940年、小田急と合併し、監査役に就任）。セオドア・ルーズベルト著『子供に与えるルーズヴェルトの手紙（原題：Theodore Roosevelt's letters to his children）』を翻訳し立命館大学出版部より刊行。
- 1927年（昭和2年）
  - 6月 - 富所（京都商工会議所）顧問。
  - 8月 - 立命館・末弘威麿理事の学園葬を執行。

- 1928年（昭和3年）

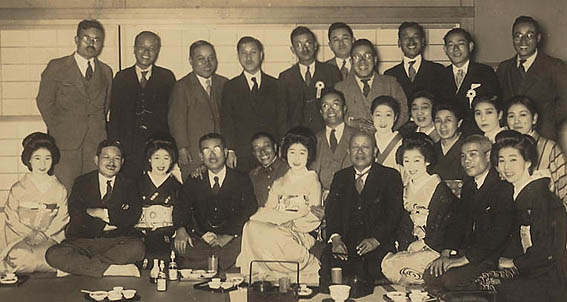
祇園のお茶屋「伊勢井」にて立命館関係者らと. 前列右から4人目が中川総長（1933年頃撮影）

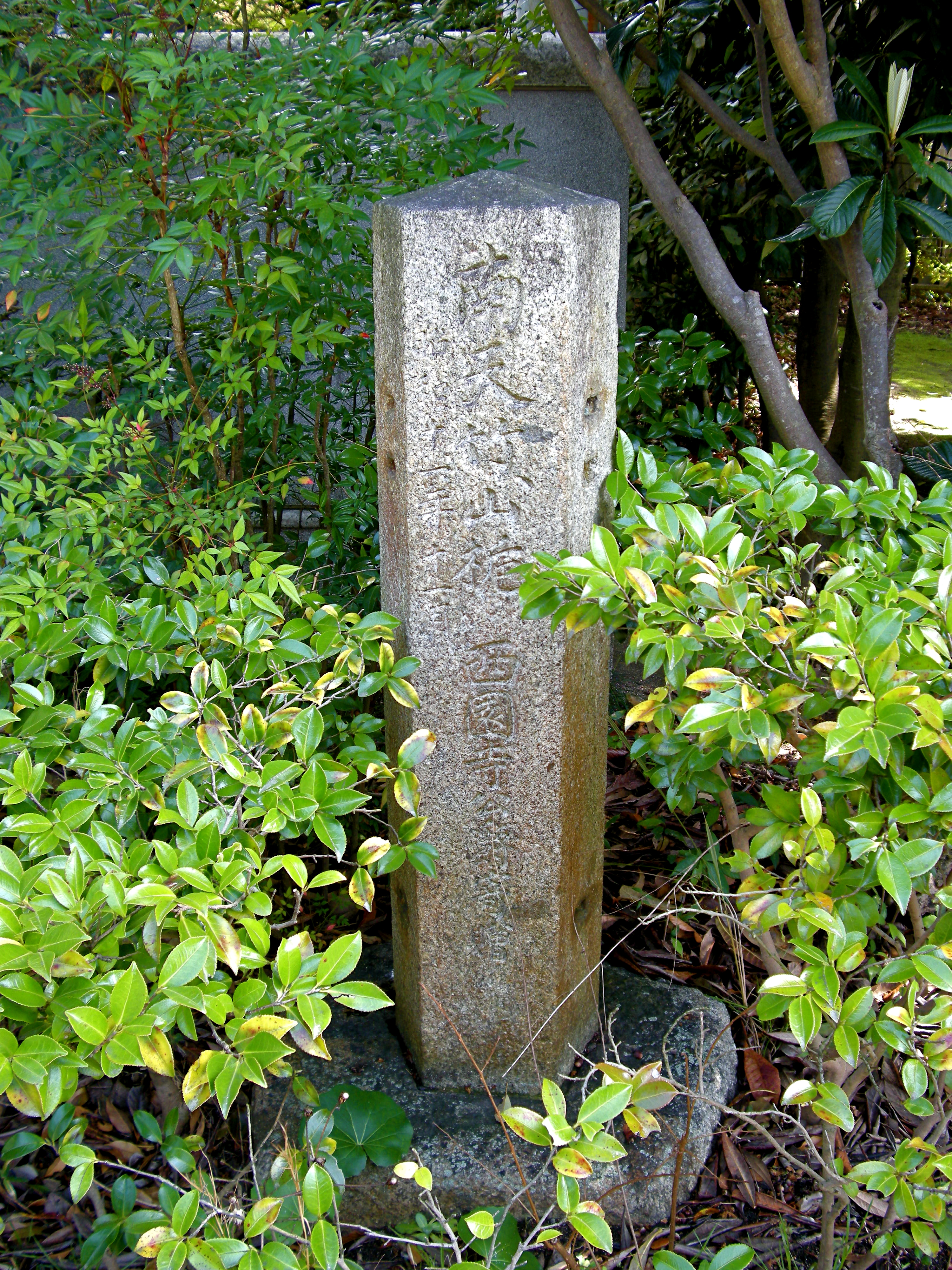
西園寺記念碑と山梔子・南天竹の木／立命館衣笠キャンパス構内に所在。1935年（昭和10年）、初代「中川会館」の竣工を記念して西園寺公望から寄贈・植樹された。

  - 4月 - 立命館中学校長（1929年3月末まで）。
  - 6月 - 京都商工会議所顧問[* 33]。
  - 9月 - 東京山手急行電鉄株式会社（現在の小田急電鉄株式会社）取締役就任。
- 1929年（昭和4年）5月 - 日本産業協会評議員。
- 1931年（昭和6年）7月 - 立命館総長。
- 1933年（昭和8年）
  - 8月 - 立命館中学・商業学校長兼務。
  - 11月 - 帝国教育会から「功労賞」を受章。
- 1934年（昭和9年）8月 - 実業教育五十周年記念会京都支部理事（11月16日式典）。
- 1935年（昭和10年）11月 - 立命館創立三十五周年記念祝賀会。古希祝賀会。関西信託と百年契約締結。
- 1936年（昭和11年）
  - 1月 - 嵯峨鹿王院内に天田愚庵遺骨埋骨建碑を主催。
  - 4月 - 南洋航路株式会社社長。
- 1940年（昭和15年）
  - 5月 - 東京山手急行電鉄株式会社監査役就任[17]。
  - 7月 - 「義太夫振興会」会長に就任[* 34]。
  - 11月 - 西園寺公望死去。
  - 12月5日 - 国葬。
- 1942年（昭和17年）1月 - 叙勲二等授瑞宝章。
- 1944年（昭和19年）10月 - 京都市上京区寺町上立売上ル（塔の段）の自宅で死去。授旭日重光章。等持院墓地に埋葬。帰空従四位勲二等「光徳院園應重興大居士」。

## 関連項目

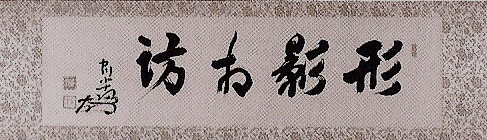
「形影相訪」（中川小十郎 揮毫）
1938年（昭和13年）、衣笠学舎に建設された日満相訪会館の大広間に掲げられた扁額。

## 著書物
- 『近代日本の政局と西園寺公望』（ISBN 978-4-642-03588-0, 吉川弘文館, 全訂版 1987年1月, 中川小十郎 / 著、後藤靖 / 校訂、鈴木良 / 校訂）
- 『講談: 国の防禦』（全国書誌番号:41020289、大日本中学会）
- 『帝国南方国策の具体要綱』（全国書誌番号:44035666、帝国南方国策研究会、1936年）
- 『書牘文案』（全国書誌番号:40080499、金港堂）
- 『日本地理』（全国書誌番号:41019103、大日本中学会）
- 『万国地理』（全国書誌番号:41019119、大日本中学会）
- 『敵国降伏』（全国書誌番号:40003127、大日本中学会、日隈徳明 / 編、1894年）
- 『両姓戊辰唱義録』（全国書誌番号:43038909、NCID BN04687284、1922年）

### 翻訳
- 『実用経済学（原題：Economics for the People）』（リチャード・ロジャース・ボーカー / 著、中川小十郎 / 訳、天野為之 / 校閲）、冨山房、1890年、全国書誌番号:40032027、NCID BA39505541）
- 『子供に与えるルーズヴェルトの手紙（原題：Theodore Roosevelt's letters to his children）』（セオドア・ルーズヴェルト / 著、中川小十郎 / 訳、立命館大学出版部、1926年）[18]

## 人物・エピソード
- 若かりし田中伊三次が立命館大学を訪れ、本来は認められていない夏からの途中入学を求めたのに対し、中川は特別にこれを認めさせている。この時のやりとりについて田中は以下のように述懐している：

- 合資会社加島銀行専務理事として中川の下で働いていた星野行則は、中川が亡くなった翌年1945年（昭和20年）5月18日、「中川小十郎サンノ思い出」として、松本仁に手紙を送っている。その中で星野は中川について次のように述べている：

- 中川は独自の食生活理論を持っていたことが、山崎有恒による研究で明らかにされている。それによると：

- 中川は夏休みについても独自の見解を持っていたことが、山崎有恒による研究で明らかにされている。それによると：

- 中川は自身が創設した立命館大学に、当時「左翼学生」のリーダー的存在として国家から監視・尾行を受けていた川勝傳（1928年経済学科卒）や、「左翼青年」として1929年（昭和4年）の「河本事件（河本敏夫の旧制姫路高校退学問題）」をきっかけに特高警察に逮捕され旧制姫路高校を放校処分となった宮崎辰雄（1936年法経学部研究科卒）など、思想信条に関わらず幅広い学生を受け入れることにも積極的であった。当時の中川の様子、人柄について川勝は次のように述べている：

- 妻の好栄（好枝）は、京都の材木商で高額納税者・草木邦彦の妹[19]。庶子に長男・幹男(1885年生)、養子に重一（1923年生。流政之か?）がいる[20]。

## 中川小十郎が登場する主な作品
- 「遠い声」（1975年 新潮文庫、著・瀬戸内晴美）
- 「鼠 - 鈴木商店焼打ち事件」（1975年 文春文庫、著・城山三郎）
- 「昭和史発掘 10」（1978年 文春文庫 全13巻、著・松本清張）
- 「草の径」（1994年 文春文庫、著・松本清張）
- 「大正デモクラシー期の政治」（1959年 岩波書店、著・松本剛吉）
- 「小川平吉関係文書 2」（1973年 みすず書房、編・岡義武）
- 「牧野伸顕日記」（1990年 中央公論社、編・伊藤隆、広瀬順皓）
- 「真崎甚三郎日記（近代日本資料選書）」（山川出版社 全3巻、編・伊藤隆ほか）

## 栄典
勲章
- 1942年（昭和17年）1月14日  - 勲二等瑞宝章[21]